# Wereldbeker schaatsen 2008/2009 - Wereldbeker 4 - 1e 500 meter vrouwen
De vijfde van 13 wedstrijden voor de wereldbeker schaatsen 500 meter werd gehouden op 6 december 2008 in Changchun.

## Uitslag A-divisie
| rang   | schaatser            | tijd  | punten |
| ------ | -------------------- | ----- | ------ |
| Goud   | Jenny Wolf           | 38,09 | 100    |
| Zilver | Lee Sang-hwa         | 38,71 | 80     |
| Brons  | Annette Gerritsen    | 38,86 | 70     |
| 4      | Margot Boer          | 38,89 | 60     |
| 5      | Ren Hui              | 38,90 | 50     |
| 6      | Tomomi Okazaki       | 39,05 | 45     |
| 7      | Xing Aihua           | 39,06 | 40     |
| 8      | Shannon Rempel       | 39,13 | 36     |
| 9      | Sayuri Yoshii        | 39,18 | 36     |
| 10     | Bo-Ra Lee            | 39,34 | 28     |
| 11     | Monique Angermüller  | 39,35 | 24     |
| 12     | Sayuri Osuga         | 39,37 | 21     |
| 13     | Yukari Watanabe      | 39,38 | 18     |
| 14     | Jekaterina Malysjeva | 39,39 | 16     |
| 15     | Marianne Timmer      | 39,40 | 14     |
| 16     | Joelia Nemaja        | 39,44 | 12     |
| 17     | Zhang Shuang         | 39,57 | 10     |
| 18     | Thijsje Oenema       | 39,68 | 8      |
| 19     | Jekaterina Lobysjeva | 39,81 | 6      |
| 20     | Heike Hartmann       | 39,99 | 5      |

## Loting
| rit | binnenbaan           | buitenbaan           |
| --- | -------------------- | -------------------- |
| 1   | Jekaterina Lobysjeva | Heike Hartmann       |
| 2   | Monique Angermüller  | Zhang Shuang         |
| 3   | Thijsje Oenema       | Yukari Watanabe      |
| 4   | Xing Aihua           | Ren Hui              |
| 5   | Joelia Nemaja        | Shannon Rempel       |
| 6   | Marianne Timmer      | Jekaterina Malysjeva |
| 7   | Tomomi Okazaki       | Bo-Ra Lee            |
| 8   | Sayuri Yoshii        | Sayuri Osuga         |
| 9   | Annette Gerritsen    | Margot Boer          |
| 10  | Jenny Wolf           | Lee Sang-hwa         |

## Top 10 B-divisie
| rang | schaatser              | tijd  | punten |
| ---- | ---------------------- | ----- | ------ |
| 1    | Yu Jing                | 38,78 | 25     |
| 2    | Jin Peiyu              | 38,89 | 19     |
| 3    | Shihomi Shinya         | 39,19 | 15     |
| 4    | Anzjelika Kotjoega     | 39,67 | 11     |
| 5    | Laurine van Riessen    | 39,92 | 8      |
| 6    | Tamara Oudenaarden     | 40,04 | 6      |
| 7    | Jekaterina Sjichova    | 40,11 | 4      |
| 8    | Danielle Wotherspoon   | 40,33 | 2      |
| 9    | Gabriele Hirschbichler | 40,34 | 1      |
| 10   | Hyon-Suk Ko            | 40,49 | 0      |